# Michael Burks

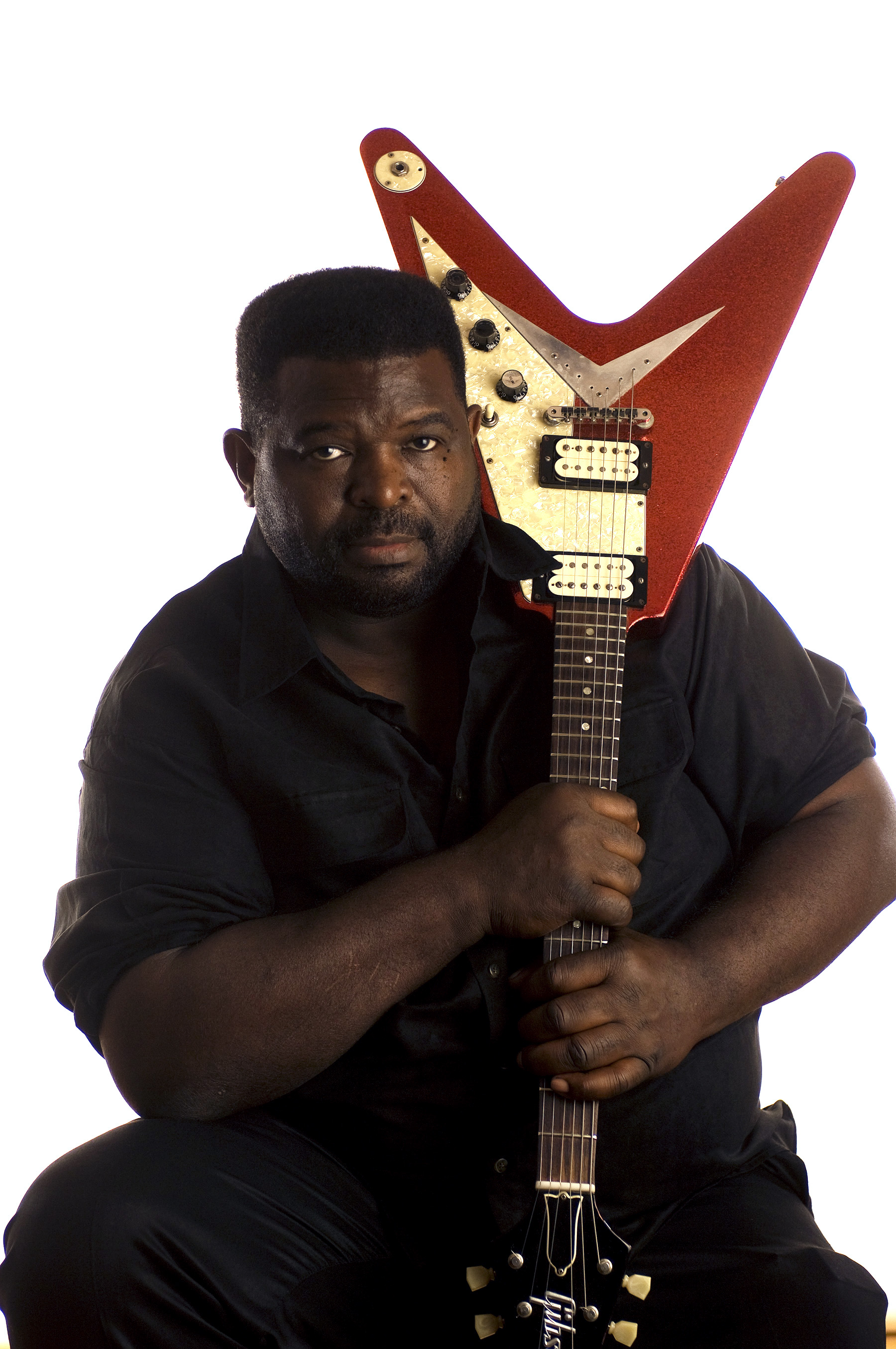
Michael Burks (2007)

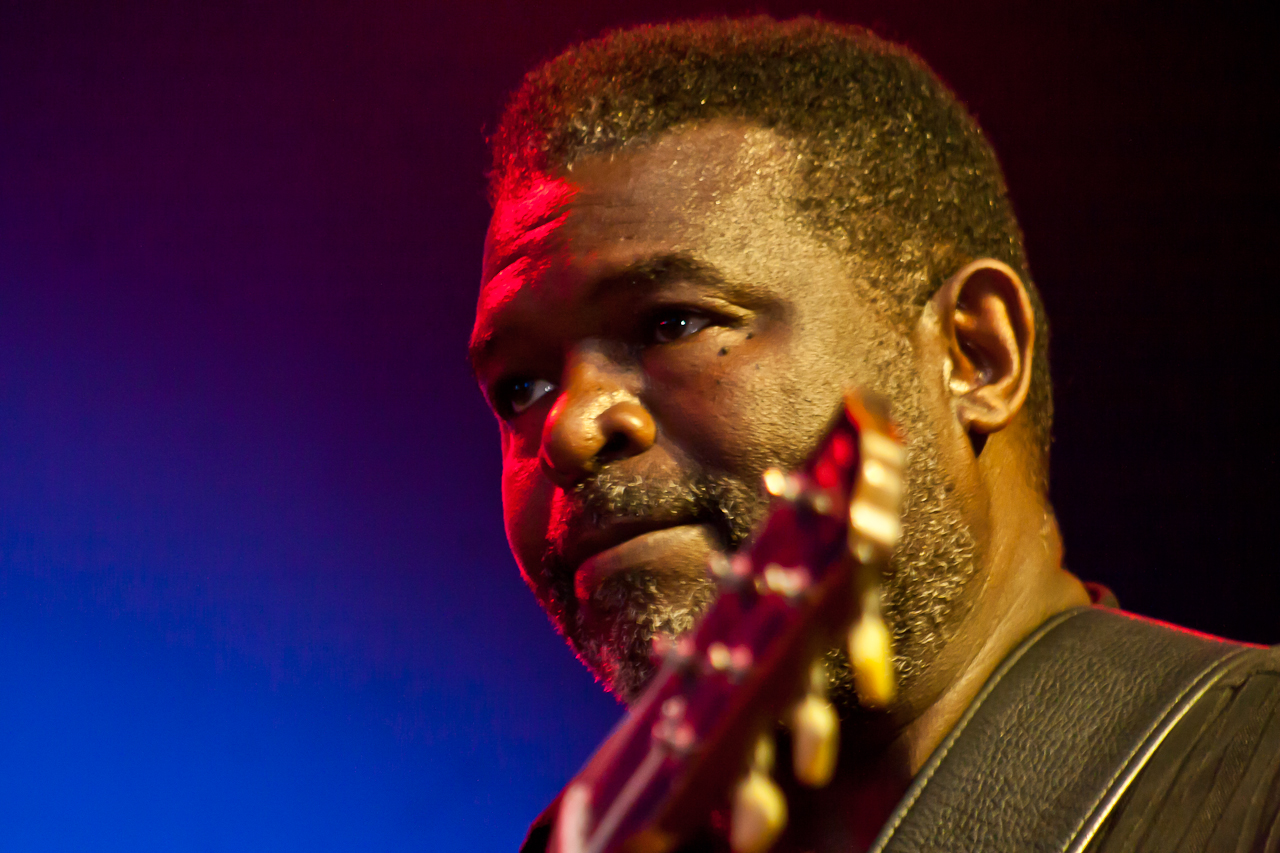
Michael Burks auf dem Blues-Festival in Reykjavík 2012

Michael „Iron Man“ Burks (* 30. Juli 1957 in Milwaukee, Wisconsin; † 6. Mai 2012 in Atlanta, Georgia) war ein US-amerikanischer Bluesgitarrist.

## Leben
Burks kommt aus einer musikalischen Familie, in der der Blues einen großen Stellenwert hat. Schon sein Großvater Joe Burks spielte in lokalen Bars in Camden, Arkansas und auch sein Vater Frederik spielte nach der Arbeit in den Bluesklubs und unterstützte Tourmusiker, unter anderem Sonny Boy Williamson II. Schon im Alter von zwei Jahren begann er mit dem Gitarrespielen, indem er Platten seines Vaters nachspielte. Er erhielt immer einen Dollar, wenn ihm das gelang, bis sein Vater von der Arbeit nach Hause kam. Seinen ersten öffentlichen Auftritt hatte er im Alter von sechs Jahren auf einer Reise nach Arkansas.
In den frühen 1970er Jahren, nachdem sich sein Vater an der Hand schwer verletzt hatte, gingen er und seine Familie nach Arkansas, wo sie den „Bradley Ferry Country Club“ eröffneten, in dem Michael die Hausband leitete. Sie unterstützten zahlreiche Blues- und Rhythm-’n-Blues-Stars, die dort auftraten. Tische in der Nähe der Bühne mussten schon zwei Wochen im Voraus reserviert werden.
Als der Klub Mitte der 1980er Jahre schloss, nahm Burks einen Job bei Lockheed Martin an, spielte aber noch bei lokalen Festivals und in lokalen Klubs. Lockheed brachte sogar Kunden zu seinen Auftritten. 1997 nahm er sein erstes Album, From the Inside Out, auf, das er selbst produzierte und das in den Medien stürmisch begrüßt wurde (Blues Access: „…das beeindruckendste Indiealbum in der jüngeren Zeit“; Living Blues:„…das beste Debütalbum des Jahres“). 2001 unterschrieb er bei Alligator Records, die bisher drei Alben von ihm veröffentlichten. Seinen Stil beschrieb Michael Burks so: „Wirf Freddie King, Albert King, B.B. King, Albert Collins, Wes Montgomery und Chuck Berry in einen großen Topf, koche alles durch und du bekommst mich!“
Am 6. Mai 2012 brach Burks nach einer Europatour auf dem Flughafen von Atlanta mit einem Herzinfarkt zusammen. Im Krankenhaus konnte er nicht mehr wiederbelebt werden. Burks starb im Alter von 54 Jahren.

## Auszeichnungen
- 1994: Albert King Award
- 2009: 3 Nominierung für den Blues Music Award (Contemporary Blues Male, Instrumental-Guitar und Rock Blues Album of the Year)

## Diskographie

### Alben
- 1997: From the Inside Out – Vent
- 2001: Make It Rain – Alligator Records
- 2003: I Smell Smoke – Alligator Records
- 2008: Iron Man – Alligator Records[6]
- 2012: Show Of Strength - Alligator Records

### Gastauftritte
- 2002: Hey Bo Diddley: A Tribute!
- 2007: Just a Matter of Time – Joe Pitts
- 2009: Man Child – Marquise Knox[7]

### Charts
- 2003: I Smell Smoke – Billboard Top Blues Albums #12
- 2008: Iron Man – Billboard Top Blues Albums #4[8]